# Volkswagen Challenger 1995
Il Volkswagen Challenger 1995 è stato un torneo di tennis facente parte della categoria ATP Challenger Series nell'ambito dell'ATP Challenger Series 1995. Il torneo si è giocato a Wolfsburg in Germania dal 6 al 12 febbraio 1995 su campi in sintetico indoor.

## Vincitori

### Singolare
David Prinosil ha battuto in finale  Martin Sinner con il punteggio di 6–4, 7–6

### Doppio
Martin Sinner /  Joost Winnink hanno battuto in finale  Dirk Dier /  Lars Koslowski con il punteggio di 7–5, 6–3